# Одеський національний технологічний університет
Одеський національний технологічний університет (ОНТУ) — один з найбільших ВНЗ Одеси і України, якому присвоєний IV рівень акредитації. За більш 100-річну діяльність підготував понад 60 тисяч фахівців, серед яких близько 2 тисяч випускників — громадяни з 75 країн світу.

## Історія становлення ОНТУ
ОНТУ засновано 20 жовтня 1902 року як Одеська школа борошномелів. Першим директором школи призначили професора Володимира Кнабе, що прибув з Харкова.
Першим і єдиним у країні вищим навчальним закладом зернопереробного профілю став технікум технології зерна й борошна, відкритий 22 червня 1922 року на базі Одеського млиново-технічного училища. 1922 року керуючим технікуму був призначений видатний фахівець, інженер-борошномел, професор К. А. Богомаз та керував ним до 1929 року.
До викладацького складу технікуму входили відомі фахівці-професори К. И. Дебу (органічна хімія), В. Н. Пінегин (гідравліка й гідравлічні установки), А. І. Пріббе (теплотехніка), І. Л. Сербінов (мікробіологія). Навчальні заняття проходили в будинку колишнього млиново-технічного училища (вул. Московська, 24). В 1924 році технікум тимчасово перебуває в будівлі гімназії Файга (вул. Щепкина, 5).
В 1925 році колектив технікуму поповнився висококваліфікованими фахівцями борошномельної справи професорами В. Я. Гіршсоном, Л. В. Мінаєвим, Г. Д. Домбровським і іншими. В 1928 році технікум був перетворений в Одеський політехнікум технології зерна й борошна із трьома факультетами: технологічним, механічним і хлібопекарним. У складі викладачів були професори К. А. Богомаз, В. Я. Гіршсон, Н. Н. Васильєв, Б. А. Николаїв, Н. Н. Зарембо-Падичанский, А. І. Пріббе, кваліфіковані викладачі: П. Г. Демідов, Н. И. Озолін, Г. Д. Домбровський, К. М. Панченко й інші.
Політехнікум в 1929 році був реорганізований в інститут технології зерна й борошна імені Й. В. Сталіна. Його директором став молодий інженер Л. М. Ланда. В інституті функціонувало п'ять факультетів: технологічний, механічний, хлібопекарний, комбікормовий і інженерно-організаторський. У 1930-1931 роках були створені хімічний факультет, вечірній інститут, заочний сектор, екстернат (заочний факультет) і курси підвищення кваліфікації технічних працівників.

Пам'ятник студентам та викладачам ОНАХТ, загиблим під час Німецько-радянської війни

В 1938 році інститут очолив його випускник 1931 року, к.т.н. доцент С. М. Золотарьов. В 1938 році до аспірантури було прийнято 19 осіб. На початок 1940/41 навчального року в інституті навчалося 845 студентів (навчання велося українською та російською мовами). Викладачів було 157 осіб, з них 4 професори й 30 доцентів.
Найважливішою віхою в історії інституту став 1969 рік. У результаті реорганізації двох одеських вищих навчальних закладів — Одеського технологічного інституту (ОТІ) і Одеського інституту харчової й холодильної промисловості (ОІХХП) був утворений фактично новий, найбільший у країні інститут харчового профілю. В 1970 році Рада Міністрів України перейменувала новий інститут в Одеський технологічний інститут харчової промисловості ім. М. В. Ломоносова. У такій якості інститут проіснував до 20 листопада 1994 року, коли йому був присвоєний статус Академії. Із цього часу виш став іменуватися — Одеська державна академія харчових технологій (ОДАХТ). З 18 серпня 2021 має назву Одеський національний технологічний університет.

## Корпуси і кампуси
9 навчальних корпусів, обчислювальний центр, Інститут культури та мистецтв, студентський клуб, науково-технічну бібліотеку, 6 читальних зали, 8 гуртожитків, кафе, буфети, сучасний спортивний комплекс зі спортивними залами та плавальним басейном, санаторій-профілакторій, спортивно-оздоровчий табори на березі Чорного моря, в Одеській області та у селищі Саврань.
З серпня 1997 року, відповідно до Постанови Кабінету Міністрів України, Одеський механіко-технологічний технікум Міністерства заготівель УРСР перейшов до складу Міністерства освіти і науки України та продовжив свою діяльність в якості структурного підрозділу Одеської державної академії харчових технологій. У 1998 році в технікумі відкрито підготовку молодших спеціалістів за спеціальністю «Виробництво м'ясних продуктів», а у 2000 році за спеціальностями — «Виробництво молочних продуктів» і «Бродильне виробництво і виноробство». Від 4 жовтня 2017 року — Механіко-технологічний коледж ОНАХТ.

## Факультети/ Інститути

### Факультет автоматизації та робототехніки
Готує бакалаврів, фахівців і магістрів за спеціальністю «Автоматизоване управління технологічними процесами», у тому числі за науковим напрямком «Автоматизація й компютерно-інтегровані технології».

### Факультет технологічного устаткування й технічного сервісу
Готує бакалаврів, фахівців і магістрів за фахом «Устаткування переробних і харчових виробництв». При цьому фахівці й магістри можуть проходити підготовку за специализаціями:
- устаткування для зберігання й переробки зерна;
- устаткування хлібопекарних, макаронних і кондитерських виробництв;
- устаткування харчових виробництв;
- устаткування для переробки риби й рибопродуктів.

### Навчально-науковий інститут зернового, переробного і хлібопекарського бізнесу ім. К.А. Богомаза
Готує бакалаврів, фахівців і магістрів за двома спеціальностями: 
— Машинобудування: 
"Енергетичний менеджмент і ІТ сервіс обладнання"; 
— Харчові технології
освітні програми:
- «Технології зберігання і переробки зерна»;
- «Технології хліба, кондитерських, макаронних виробів і харчоконцентратів».

Спеціалісти і магістри спеціальності «Технології зберігання й переробки зерна» можуть проходити підготовку за однією із восьми спеціалізацій:
- технології первинної обробки і зберігання зерна;
- технології виробництва борошна;
- технології виробництва крупи та інших зернових продуктів;
- технології комбікормового виробництва;
- технологія біопалива;
- технологія продуктів швидкого приготування
- технологія преміксів
- автоматизоване проектування підприємств.

Спеціалісти і магістри спеціальності «Технології хліба, кондитерських, макаронних виробів і харчоконцентратів» можуть проходити підготовку за однією з п'яти спеціалізацій:
- технологія хліба;
- технологія кондитерських виробів;
- технологія макаронних виробів;
- технологія харчоконцентратів;
- технологія кави і кавових напоїв;
- технологія чаю.

директор інституту Соц Сергій Михайлович

### Факультет технології й безпеки харчових продуктів та екологічного менеджменту
Готує бакалаврів, фахівців і магістрів за трьома спеціальностями:
- «Технологія зберігання, консервування й переробки м'яса»;
- «Технологія зберігання, консервування й переробки молока»;
- «Екологія й охорона навколишнього середовища й збалансоване природокористування».

### Факультет інноваційних технологій харчування й ресторанного сервісу
Готує бакалаврів, фахівців і магістрів за спеціальностями:
- «Технологія харчових продуктів оздоровчого й профілактичного призначення»;
- «Технологія харчування»;
- «Технологія бродильних виробництв і виноробства»;
- «Технологія зберігання, консервування й переробки плодів і овочів»;
- «Технологія зберігання, консервування й переробки риби й морепродуктів».
- «Готельно-ресторанна справа»

### Факультет економіки, менеджменту й бізнесу
Готує економістів за такими спеціальностями:
- «Облік і аудит»;
- «Економіка підприємства»;
- «Менеджмент організацій»;
- «Товарознавство й комерційна діяльність»;
- «Товарознавство й експертиза в митній справі».

## Ректори
- В. С. Кнабе — з 1902—1903
- В. Г. Рейсих — з 1903—1907, з 1909—1919
- В. П. Голубин — з 1907—1908
- В. П. Мартинов — з 1920—1921
- М. І. Хасанов в.о. зав. мельнично-техничного училища — з 1921—1922
- К. А. Богомаз — з 1922—1929 р
- Л. М. Ланда — з 1929—1930 р.
- А. И. Трахтенгерц — з 1930—1932 р.
- А. А. Пляцковський — з 1932—1933 р.
- Р. Є. Вельдум — з 1933—1938 р.
- С. М. Золотарев — з 1938—1948 р.
- П. Н. Платонов — з 1948—1967 р.
- В. Ф. Чайковський — з 1968—1988 р.
- М. Д. Захаров — з 1988—2003 р.
- Б. В. Єгоров — з 2003 — 2022 р.
- Л.В. Іванченкова — з 2022 р.[7] по 2024 р.[8]
- Н.О.Дец — в.о. з 26 серпня 2024 р.[9] по грудень 2024 р.
- С.М.Соц — в.о. з 28 грудня 2024 р.[10][11] — березень 2025 р.
- Л.В. Іванченкова — з березня 2025 р.[12]

## Почесні доктори та відомі випускники
- Вадатурський Олексій Опанасович — генеральний директор, основний власник ТОВ СП «Нібулон», Лауреат Державної премії України в галузі архітектури за архітектуру перевантажувального терміналу сільськогосподарського підприємства «НІБУЛОН» у місті Миколаєві.
- Афанасьєв Валерій Андрійович — д.т.н., професор, голова правління Державної установи «Всеросійський науково-дослідний інститут комбікормової промисловості».
- Багішвілі М. Г. — к.т.н., директор Грузинського НДІ комбікормів.
- Буркинський Борис Володимирович — д.е.н., професор, академік НАН України, директор Інституту проблем ринку та економіко-екологічних досліджень.
- Буценко Іван Миколайович — голова правління ПАТ «Укрелеваторпром».
- Гавриленко Н. Д. — голова планово-економічного управління Міністерства хлібопродуктів УРСР.
- Герасименко Володимир Павлович — директор Донецької кондитерської фабрики компанії «КОНТІ».
- Гержикова Вікторія Григорівна — д.т.н., професор, заслужений діяч науки і техніки України, Національний інститут винограду та вина «Магарач».
- Гулієв Роберт Рубеновіч — к.т.н., генеральний директор ТМ «Вина Гулієвих».
- Дамдіни С. — к.е.н., міністр харчової та легкої промисловості Монголії.
- Дільмагомбетов Ш. Н. — к.т.н., завідувач кафедри Алматинского політичного інституту.
- Загоруйко Віктор Афанасійович — д.т.н., професор, заступник директора Національний інститут винограду та вина «Магарач».
- Зелінський Г. С. — к.т.н., генеральний директор Всеросійського науково-виробничого об'єднання «Зернопродукт», один з організаторів розробки нового покоління рециркуляційних зерносушарок типу РД-2×25.
- Іоргачов Дмитро Васильович — генеральний директор ПАТ «Одескабель».
- Камінський В. Д. — д.т.н., професор, заслужений винахідник України.
- Аднан Ківан — бізнесмен, власник будівельної компанії «Кадорр Груп», переможець Міжнародного Академічного рейтингу популярності «Золота Фортуна».
- Кобець Людмила Володимирівна — колишній заступник міністра, начальник відділу економічного аналізу і прогнозування міністерства освіти і науки АРК.
- Козловська Віра Михайлівна — голова правління ПАТ «Коблево».
- Луканін А. С. — д.т.н., професор, академік національної академії аграрних наук, лауреат державної премії України.
- Люлько Юрій Борисович — к.т.н., генеральний директор ПІІ «Об'єднана елеваторна компанія».
- Мазуренко І. К. — директор підрозділу Національного університету біоресурсів і природокористування України.
- Маштакова Алла Євгенівна — голова правління ЗАТ «Одесакондитер».
- Рєзник В'ячеслав Григорович — заступник міністра економіки АРК.
- Рибчинський Родіон Станіславович — головний редактор журналу «Зберігання і переробка зерна».
- Семенюк Володимир Каленикович — директор Кишинівського КХП, заступник Міністра заготівель Молдавської РСР, заступник Міністра сільського господарства і продовольства України, директор СП ТОВ «Трансбалктермінал».
- Тельман Валерій Михайлович — український шахіст, заслужений тренер України з шахів, майстер спорту СРСР
- Тимошин М. Л. — перший заступник міністра хлібопродуктів СРСР.
- Шелудько М. Г. — голова планово-економічного управління Міністерства хлібопродуктів СРСР.
- Чагаровській Вадим Петрович — Голова Ради директорів Спілки молочних підприємств України, голова ради директорів ТОВ "УК «Терра Фуд» (з листопада 2007 року).

## Науковці
- Гінзбург Юрій Павлович — доктор фізико-математичних наук, професор
- Дудкін Мар Сергійович — доктор хімічних наук, професор, лауреат Державної премії України
- Карунський Олексій Йосипович — доктор сільськогосподарських наук, професор.
- Лунц Юхим Борисович — доктор технічних наук, професор
- Терещенко Георгій Іванович — доктор історичних наук, професор
- Бровер Ізраїль Мойсейович — історик, економіст, професор

## Нагороди та репутація
Міністерство аграрної політики України визначило Одеську національну академію харчових технологій провідним профільним вищим навчальним закладом України з підготовки фахівців для харчової та зернопереробної промисловості, а також провідним науковим центром з дослідження проблем зберігання і переробки зерна, створення нових продуктів функціонального і оздоровчого харчування (лист Мінагрополітики України № 37-18-1-15/4375 від 20.03.2009 року).
За значні здобутки у справі підготовки висококваліфікованих фахівців і наукові досягнення колектив ОНАХТ нагороджений Грамотою Кабінету Міністрів України (2007 рік).
У 2011 році за загальним рейтингом найкращих ВНЗ України «Компас-2011» (за оцінкою роботодавців) академія посіла 7 місце.
У 2012 році журналом «Гроші» опубліковано зарплатні рейтинги українських вузів, з економічних спеціальностей ОНАХТ посіла 25 місце, а з технічних спеціальностей — 10 місце.